# Алексис Форд
Алексис Форд (англ. Alexis Ford, настоящее имя Даниэль Дигаэтано (англ. Danielle DiGaetano), после замужества Даниэль Лагри (англ. Danielle Lagree), род. 24 апреля 1988, Риджвуд или Куинс, Нью-Йорк) — американская порноактриса.

## Биография
Родилась в 24 апреля 1988 года в городе Глендэйл, штат Нью-Йорк. После окончания школы некоторое время работала стриптизёршей. Затем согласилась сниматься в откровенных фотосессиях. Взлёт по карьерной лестнице у Алексис Форд был стремительным, она снялась всего лишь в нескольких лёгких порнофильмах, и то только в лесбийских сценах, когда студия «Адам и Ева» предложила ей подписать контракт в сентябре 2009 года. В 2010 году Алексис стала «Находкой года» на церемонии AVN Awards в Лас-Вегасе. В 2012 году стала «Киской месяца» журнала Penthouse (июнь). Алексис снялась в нескольких фотосессиях для журнала Fox. В свободное время предпочитает заниматься спортом — бегом и ездой на велосипеде. По её словам, спорт — это лучшее средство от скуки. Алексис очень любит свою семью. Она говорит, что главный её кумир — это её родная мать, и она старается быть похожей на неё во всём. На 2015 год Алексис Форд снялась в 96 порнофильмах.
В ноябре 2013 года Алексис покинула порнобизнес и в том же месяце вышла замуж за бизнесмена и основателя компании Lagree Fitness. В 2014 году Алексис вместе со своим мужем много путешествовала, и попутно обучилась на инструктора по дайвингу, сдав свои экзамены в Испании. На протяжении 2014 года Алексис также начала обучение по специальности «пилот бизнес-авиации», в марте 2015 года успешно выполнила свой первый самостоятельный полёт и сдала экзамены в авиационной школе Encore Flight Academy.
15 января 2016 года Алексис, находясь за штурвалом самолёта вместе с инструктором, вынуждена была совершить экстренную посадку на шоссе недалеко от Вентуры (штат Калифорния), поскольку самолёту не хватало топлива, чтобы продолжить полёт. В результате посадки никто не пострадал.

## Премии и номинации
- 2010 FAME Award финалистка — Лучшая новая старлетка[4]
- 2011 AVN Award номинация — Лучшая лесбийская групповая сцена — FemmeCore (вместе Тиган Пресли, Моник Александер, Лизой Энн, Селеста Стар и Энди Сан Димас)[5]
- 2011 AVN Award номинация — Лучшая новая старлетка[5]
- 2011 XBIZ Award номинация — Новая старлетка года[6]
- 2013 AVN Award номинация — Лучшая сцена анального секса — Alexis Ford Darkside[7]
- 2013 AVN Award победа — Лучшая гетеросексуальная сцена — Alexis Ford Darkside (вместе с Начо Видалем)[8]
- 2013 AVN Award номинация — Лучшая сцена двойного проникновения — Alexis Ford Darkside (вместе с Александром Бусвертом[англ.] и Крисом Строксом)[7]
- 2013 AVN Award номинация — Лучшая сцена орального секса — Alexis Ford Darkside[7]
- 2013 AVN Award номинация — Лучшая сцена «секса от первого лица» (англ. POV Sex Scene) — Alexis Ford Darkside (вместе с Джулем Джорданом)[7]